# Capellà de Bolquera
El Capellà de Bolquera és un autor poètic de la primera meitat del segle xiv, del qual no en coneixem cap més dada que no sigui el seu càrrec eclesiàstic en aquest poble nord-català. En canvi sí que se n'han conservat diverses obres poètiques, en diferents testimonis. En total són sis composicions, la més important de les quals és al Cançoneret de Ripoll, on hi ha dues poesies. La més coneguda i treballada Li fayts Dieu són escur, s'inclou en la tradició del trobar ric, amb el recurs de la rima adjectivada, i que no té el tema de l'amor mundà com a principal, que sí que tenen la resta de composicions del recull; i una dansa rontronxada. És potser el poeta més destacat del recull, i un dels pocs que no és del tot anònim.
Dos altres poemes seus, o fragments, s'han transmès gràcies al fet que Francesc Eiximenis els va incloure en els capítols 950 i 957 del Terç del Crestià, ja que li servien per blasmar les dones. A més, també marca un altre poema on es blasma un capellà per la seva actitud. Això demostra, tant aquestes reproduccions com l'existència de detractors, que era un poeta prou conegut.
En general, la poesia del capellà de Bolquera és una mostra de treball estròfic i de literatura goliàrdica.